# Christmas Point
Der Christmas Point ist eine markante, ost-westlich ausgerichtete Landspitze vor der Küste des ostantarktischen Enderbylands. Sie ragt vom Südrand der Hydrographer Islands in die Khmara Bay.
Die drei australischen Geologen Michael A. Sandiford, Christopher J. L. Wilson und Edward S. Grew verbrachten hier den 1. Weihnachtsfeiertag 1979 und benannten die Landspitze in Erinnerung an dieses Ereignis.